# Evergreen Park
Evergreen Park – wieś w Stanach Zjednoczonych, w stanie Illinois, w hrabstwie Cook.